# Stemma del Trentino-Alto Adige
Nello stemma inquadrato (in tedesco: wappen von Trentin-Süd Tirol, in lingua ladina: blasùn del Trentin-Süd Tirol) della regione autonoma Trentino-Alto Adige sono presenti quelli delle due province autonome che la formano:
- nel primo e nel quarto quadrante l'aquila di San Venceslao, rostrata e membrata d'oro, contornata da fiamme di rosso uscenti e linguata di rosso fiammeggiante, con le ali caricate da sostegni d'oro con trifogli dello stesso nel contorno alare. Essa si riferisce alla Provincia autonoma di Trento;
- nel secondo e nel terzo quadrante l'aquila antica del Tirolo colorata e linguata di rosso, rostrata, membrata e anch'essa con le ali caricate da sostegni d'oro. Essa si riferisce alla Provincia autonoma di Bolzano.

Lo stemma, come del resto la bandiera, è entrato in vigore a partire dal 1983, anche se i due simboli in esso rappresentati erano già da tempo utilizzati separatamente sui due vessilli provinciali.